# Prezes Naczelnego Sądu Administracyjnego
Prezes Naczelnego Sądu Administracyjnego – jeden z organów Naczelnego Sądu Administracyjnego, obok Kolegium Naczelnego Sądu Administracyjnego oraz Zgromadzenia Ogólnego Sędziów Naczelnego Sądu Administracyjnego.

## Stanowisko
Prezes NSA jest powoływany przez Prezydenta Rzeczypospolitej Polskiej na sześcioletnią kadencję spośród dwóch kandydatów przedstawionych przez Zgromadzenie Ogólne NSA.
Kompetencje Prezesa NSA szczegółowo reguluje ustawa Prawo o ustroju sądów administracyjnych. Prezes NSA w szczególności stoi na czele tego Sądu, reprezentuje go na zewnątrz, kieruje jego pracami. Może wystąpić o podjęcie przez Naczelny Sąd Administracyjny uchwały wyjaśniającej przepisy prawne, których stosowanie wywołało rozbieżności w orzecznictwie sądów administracyjnych. Sprawuje także zwierzchni nadzór nad działalnością administracyjną sądów administracyjnych. W zakresie jego kompetencji znajduje się też tworzenie i znoszenie wydziałów w wojewódzkich sądach administracyjnych oraz określanie liczby sędziów i wiceprezesów tych sądów.
Spośród sędziów NSA (czynnych lub w stanie spoczynku) Prezes NSA wskazuje jednego członka Państwowej Komisji Wyborczej. Do 2018 roku Prezes wskazywał 3 członków PKW.

## Lista prezesów NSA
- 1980–1981 – Sylwester Zawadzki
- 1982–1992 – Adam Zieliński
- od 22 maja 1992 do 21 maja 2004 – Roman Hauser
- od 22 maja 2004 do 22 maja 2010 – Janusz Trzciński
- od 23 maja 2010 do 5 listopada 2015 – Roman Hauser
- od 17 lutego 2016 do 17 lutego 2022 – Marek Zirk-Sadowski
- od 18 lutego 2022 – Jacek Chlebny[3][4][5]

Z dniem 23 maja 2010 na stanowisko Prezesa Naczelnego Sądu Administracyjnego został powołany prof. Roman Hauser. Zrzekł się tego stanowiska 5 listopada 2015, w związku z wyborem na sędziego Trybunału Konstytucyjnego. Tymczasowym prezesem został prof. Marek Zirk-Sadowski Wiceprezes NSA, Prezes Izby Finansowej.